# Caliroa
Caliroa is een geslacht van  echte bladwespen.

## Soorten
- Caliroa annulipes Klug, 1816 — Lindebladwesp
- Caliroa cerasi (Linnaeus, 1758) – Kersenbladwesp
- Caliroa cinxia (Klug, 1816)
- Caliroa cothurnata (Serville, 1823)
- Caliroa crypta Heidemaa, 1999
- Caliroa tremulae Chevin, 1974
- Caliroa varipes (Klug, 1816)